# Baronía de Albalat de Segart

Escudo del municipio de "Albalat de Segart" que dio nombre a esta baronía. Desde el tomó el nombre de Albalat dels Tarongers.

La baronía de Albalat de Segart es un título nobiliario español creado por el rey Felipe III el 18 de octubre de 1614 a favor de Juan de Villarrasa y Cavanilles, noble del reino de Valencia.
Este título fue rehabilitado en 1924 por el rey Alfonso XIII a favor de Antonio de Padua de Saavedra y Fontes, X conde de Alcudia, XIII conde de Gestalgar, hijo de Antonio de Saavedra y Rodríguez de Avilés IX conde de Alcudia, XII conde de Gestalgar y de su esposa María de la Concepción Fontes y Sánchez-Teruel.
Su denominación hace referencia al municipio de Albalat de Segart en la provincia de Valencia.

## Nota
Este condado de Alcudia que ostentaron los barones de Albalat de Segart fue creado en 1645 y es diferente e independiente del condado de Alcudia creado en 1663.

## Barones de Albalat de Segart
|                               | Titular                               | Periodo                 |
| Creación por Felipe III       | Creación por Felipe III               | Creación por Felipe III |
| ----------------------------- | ------------------------------------- | ----------------------- |
| I                             | Juan de Villarrasa y Cavanilles       | 1614-                   |
| .                             | .                                     |                         |
| Rehabilitado por Alfonso XIII |                                       |                         |
| XII                           | Antonio de Padua de Saavedra y Fontes | 1924-1936               |
| XIII                          | Antonio de Saavedra y de la Llanza    | 1953-2005               |
| XIV                           | María Asunción de Saavedra y Bes      | 2005-actual titular     |

## Historia de los barones de Albalat de Segart
- Juan de Villarrasa y Cavanilles, I barón de Albalat de Segart.

Rehabilitado en 1924 por:
- Antonio de Padua de Saavedra y Fontes (1882-1936), barón de Albalat de Segart, X conde de Alcudia, XIII conde de Gestalgar.

1. Casó con María de la Concepción Llanza y Bobadilla. Le sucedió su hijo:

- Antonio de Saavedra y de Llanza (n. en 1916), barón de Albalat de Segart, XI conde de Alcudia, XIV conde de Gestalgar.

1. Casó con María de la Asunción Bes Vidal de Llobatera. Le sucedió su hija:

- María Asunción de Saavedra y Bes, baronesa de Albalat de Segart, XII condesa de Alcudia, XV condesa de Gestalgar.